# Big Brother (Bułgaria)
Big Brother – bułgarska wersja Big Brothera. Wyemitowano 5 edycji i 3 VIP-owskich. Prowadzącymi byli Evelina Pavlova (1-2 sezon; 1 sezon VIP)
Milen Tsvetkov (4 sezon). Prowadzącym show jest Niki Kunchev (1-3 sezon; 5 sezon).

## 1 edycja
Start: 18 października 2004

Koniec: 17 stycznia 2005

Wygrana: 200 000 lewów
| Zdravko          | Dimiter, Mariela    | Mariela, Stoyka     | Stoyka, Tihomir     | Nayden, Stoyka      | Mariela, Nayden     | Mariela, Tihomir | Nie było nominacji | Tihomir, Zeyneb  | Zara, Zeyneb    | Alidjan, Zara    | ZWYCIĘZCA  |          |          |          |
| Zara             | Dimiter, Silvia-A   | Silvia-A, Zdravko   | Margarita, Zdravko  | Alidjan, Zdravko    | Alidjan, Zdravko    | Alidjan, Zdravko | Nie było nominacji | Victor, Zeyneb   | Zdravko, Zeyneb | Alidjan, Zdravko | 2. miejsce |          |          |          |
| Victor           | Anelia Dimiter      | Zara Zdravko        | Alidjan Svetlan     | Nayden Stoyka       | Nayden Tihomir      | Mariela Tihomir  | Nie było nominacji | Tihomir Zeyneb   | Zara Zeyneb     | Alidjan Zara     | 3. miejsce |          |          |          |
| Alidjan          | Anelia, Dimiter     | Silvia-A, Zdravko   | Mariela, Tihomir    | Nayden, Stoyka      | Mariela, Nayden     | Mariela, Tihomir | Nie było nominacji | Tihomir, Zeyneb  | Zara, Zeyneb    | Zara, Zdravko    | 85 dzień   |          |          |          |
| Zeyneb           | Nie było go w domu  | Nie było go w domu  | Nie było go w domu  | Nie było go w domu  | Nie było go w domu  | Immunitet        | Nie było nominacji | Alidjan, Tihomir | Alidjan, Zara   | 78 dzień         | 78 dzień   | 78 dzień |          |          |
| Tihomir          | Nie było go w domu  | Immunitet           | Margarita, Stoyka   | Victor, Zdravko     | Alidjan, Zdravko    | Alidjan, Zdravko | Nie było nominacji | Alidjan, Zdravko | 71 dzień        | 71 dzień         | 71 dzień   | 71 dzień |          |          |
| Veneta           | Nie było jej w domu | Nie było jej w domu | Nie było jej w domu | Nie było jej w domu | Nie było jej w domu | Immunitet        | 58 dzień           | 58 dzień         | 58 dzień        | 58 dzień         | 58 dzień   |          |          |          |
| Mariela          | Anelia, Zdravko     | Silvia-A, Zdravko   | Margarita, Zdravko  | Alidjan, Zdravko    | Alidjan, Zdravko    | Alidjan, Zdravko | 57 dzień           | 57 dzień         | 57 dzień        | 57 dzień         | 57 dzień   | 57 dzień |          |          |
| Nayden           | Anelia, Dimiter     | Mariela, Silvia-A   | Mariela, Stoyka     | Stoyka, Victor      | Mariela, Victor     | 48 dzień         | 48 dzień           | 48 dzień         | 48 dzień        | 48 dzień         | 48 dzień   | 48 dzień |          |          |
| Svetlan          | Dimiter, Stoyka     | Stoyka, Zdravko     | Stoyka, Zdravko     | Stoyka, Zdravko     | Alidjan, Zdravko    | 48 dzień         | 48 dzień           | 48 dzień         | 48 dzień        | 48 dzień         | 48 dzień   | 48 dzień | 48 dzień |          |
| Stoyka           | Anelia, Silvia-A    | Silvia-A, Zdravko   | Margarita, Zdravko  | Alidjan, Zdravko    | 43 dzień            | 43 dzień         | 43 dzień           | 43 dzień         | 43 dzień        | 43 dzień         | 43 dzień   | 43 dzień | 43 dzień |          |
| Margarita        | Stoyka, Victor      | Alidjan, Stoyka     | Mariela, Stoyka     | 36 dzień            | 36 dzień            | 36 dzień         | 36 dzień           | 36 dzień         | 36 dzień        | 36 dzień         | 36 dzień   | 36 dzień | 36 dzień |          |
| Silvia-Alexandra | Mariela, Zara       | Alidjan, Svetlan    | 29 dzień            | 29 dzień            | 29 dzień            | 29 dzień         | 29 dzień           | 29 dzień         | 29 dzień        | 29 dzień         | 29 dzień   | 29 dzień | 29 dzień |          |
| Anelia           | Dimiter, Nayden     | 22 dzień            | 22 dzień            | 22 dzień            | 22 dzień            | 22 dzień         | 22 dzień           | 22 dzień         | 22 dzień        | 22 dzień         | 22 dzień   | 22 dzień | 22 dzień |          |
| Dimiter          | Alidjan, Nayden     | 17 dzień            | 17 dzień            | 17 dzień            | 17 dzień            | 17 dzień         | 17 dzień           | 17 dzień         | 17 dzień        | 17 dzień         | 17 dzień   | 17 dzień | 17 dzień | 17 dzień |

## 2 edycja
Start: 19 września 2005

Koniec: 19 grudnia 2005

Nagroda: 200 000 lewów

Zwycięzca: Miroslav Atanasov
| Miroslav  | 2-Miglena 1-Plamena    | 2-Radomira 1-Miglena   | 2-Zvezdelin 1-Miglena | 2-Miglena 1-Irena     | 2-Plamena 1-Miglena   | 2-Miglena 1-Radomira  | 2-Radomira 1-Marian    | 2-Marian 1-Elena R   | 2-Elena R 1-Maya      | 2-Elena R 1-Daniela   | 2-Leonardo 1-Daniela | Zwycięzca  |          |          |          |          |          |          |          |          |          |
| Leonardo  | Nie było go w domu     | Nie było go w domu     | Nie było go w domu    | Nie było go w domu    | Nie było go w domu    | Nie było go w domu    | Immunitet              | 2-Elena R 1-Irena    | 2-Maya 1-Daniela      | 2-Miroslav 1-Elena R  | 2-Irena 1-Zvezdelin  | 2. miejsce |          |          |          |          |          |          |          |          |          |
| Stefan    | 2-Silvia 1-Zvezdelin   | 2-Silvia 1-Marian      | 2-Ivan 1-Silvia       | 2-Elena G 1-Miroslav  | 2-Marian 1-Miroslav   | 2-Irena 1-Miroslav    | 2-Marian 1-Miroslav    | 2-Marian 1-Irena     | 2-Maya 1-Daniela      | 2-Daniela 1-Elena R   | 2-Daniela 1-Leonardo | 3. miejsce |          |          |          |          |          |          |          |          |          |
| Zvezdelin | 2-Plamena 1-Ivan       | 2-Ivan 1-Silvia        | 2-Ivan 1-Silvia       | 2-Ivan 1-Elena G      | 2-Miroslav 1-Ivan     | 2-Ivan 1-Miroslav     | 2-Miroslav 1-Elena R   | 2-Elena R 1-Irena    | 2-Daniela 1-Elena R   | 2-Elena R 1-Daniela   | 2-Daniela 1-Leonardo | 4. miejsce |          |          |          |          |          |          |          |          |          |
| Ivan      | 2-Miglena 1-Zvezdelin  | 2-Miglena 1-Elena R    | 2-Zvezdelin 1-Miglena | 2-Miglena 1-Zvezdelin | 2-Miglena 1-Zvezdelin | 2-Zvezdelin 1-Miglena | 2-Radomira 1-Zvezdelin | 2-Elena R 1-Leonardo | 2-Maya 1-Daniela      | 2-Leonardo 1-Elena R  | 2-Leonardo 1-Daniela | 89 dzień   |          |          |          |          |          |          |          |          |          |
| Irena     | 2-Nedyalko 1-Ivan      | 2-Nedyalko 1-Ivan      | 2-Silvia 1-Ivan       | 2-Elena G 1-Miroslav  | 2-Miroslav 1-Ivan     | 2-Miroslav 1-Elena R  | 2-Miroslav 1-Elena R   | 2-Elena R 1-Miroslav | 2-Daniela 1-Elena R   | 2-Elena R 1-Daniela   | 2-Daniela 1-Leonardo | 87 dzień   |          |          |          |          |          |          |          |          |          |
| Daniela   | Nie było jej w domu    | Nie było jej w domu    | Nie było jej w domu   | Nie było jej w domu   | Nie było jej w domu   | Nie było jej w domu   | Immunitet              | 2-Marian 1-Elena R   | 2-Zvezdelin 1-Irena   | 2-Elena R 1-Irena     | 2-Irena 1-Zvezdelin  | 85 dzień   |          |          |          |          |          |          |          |          |          |
| Elena R   | Immunitet              | 2-Nedyalko 1-Irena     | 2-Ivan 1-Irena        | 2-Irena 1-Ivan        | 2-Zvezdelin 1-Ivan    | 2-Zvezdelin 1-Stefan  | 2-Radomira 1-Zvezdelin | 2-Zvezdelin 1-Stefan | 2-Daniela 1-Zvezdelin | 2-Daniela 1-Zvezdelin | 78 dzień             | 78 dzień   |          |          |          |          |          |          |          |          |          |
| Maya      | Nie było jej w domu    | Nie było jej w domu    | Nie było jej w domu   | Nie było jej w domu   | Nie było jej w domu   | Nie było jej w domu   | Immunitet              | 2-Elena R 1-Ivan     | 2-Ivan 1-Elena R      | 71 dzień              | 71 dzień             | 71 dzień   |          |          |          |          |          |          |          |          |          |
| Marian    | 2-Petko 1-Miglena      | 2-Nedyalko 1-Miglena   | 2-Zvezdelin 1-Miglena | 2-Miroslav 1-Elena G  | 2-Miroslav 1-Plamena  | Miroslav              | 2-Miroslav 1-Radomira  | Refused              | 64 dzień              | 64 dzień              | 64 dzień             | 64 dzień   |          |          |          |          |          |          |          |          |          |
| Radomira  | 2-Miglena 1-Petko      | 2-Plamena 1-Miglena    | 2-Plamena 1-Miglena   | 2-Plamena 1-Miglena   | 2-Plamena 1-Miglena   | 2-Miglena 1-Elena R   | 2-Elena R 1-Miroslav   | 57 dzień             | 57 dzień              | 57 dzień              | 57 dzień             | 57 dzień   |          |          |          |          |          |          |          |          |          |
| Miglena   | 2-Petko 1-Irena        | 2-Irena 1-Plamena      | 2-Silvia 1-Irena      | 2-Marian 1-Zvezdelin  | 2-Zvezdelin 1-Marian  | 2-Radomira 1-Miroslav | 50 dzień               | 50 dzień             | 50 dzień              | 50 dzień              | 50 dzień             | 50 dzień   |          |          |          |          |          |          |          |          |          |
| Plamena   | 2-Silvia 1-Elena G     | 2-Silvia 1-Radomira    | 2-Silvia 1-Radomira   | 2-Elena G 1-Miroslav  | 2-Miroslav 1-Elena R  | 43 dzień              | 43 dzień               | 43 dzień             | 43 dzień              | 43 dzień              | 43 dzień             | 43 dzień   |          |          |          |          |          |          |          |          |          |
| Elena G   | 2-Plamena 1-Miglena    | 2-Nedyalko 1-Zvezdelin | 2-Zvezdelin 1-Miglena | 2-Zvezdelin 1-Irena   | 37 dzień              | 37 dzień              | 37 dzień               | 37 dzień             | 37 dzień              | 37 dzień              | 37 dzień             | 37 dzień   |          |          |          |          |          |          |          |          |          |
| Silvia    | 2-Petko 1-Plamena      | 2-Nedyalko 1-Zvezdelin | 2-Miglena 1-Zvezdelin | 29 dzień              | 29 dzień              | 29 dzień              | 29 dzień               | 29 dzień             | 29 dzień              | 29 dzień              | 29 dzień             | 29 dzień   |          |          |          |          |          |          |          |          |          |
| Nedyalko  | 2-Silvia1 1-Plamena1   | 2-Silvia 1-Elena R     | 22 dzień              | 22 dzień              | 22 dzień              | 22 dzień              | 22 dzień               | 22 dzień             | 22 dzień              | 22 dzień              | 22 dzień             | 22 dzień   |          |          |          |          |          |          |          |          |          |
| Petko     | 2-Miroslav 1-Zvezdelin | 15 dzień               | 15 dzień              | 15 dzień              | 15 dzień              | 15 dzień              | 15 dzień               | 15 dzień             | 15 dzień              | 15 dzień              | 15 dzień             | 15 dzień   | 15 dzień | 15 dzień | 15 dzień | 15 dzień | 15 dzień | 15 dzień | 15 dzień | 15 dzień | 15 dzień |
| Radoslav  | 8 dzień                | 8 dzień                | 8 dzień               | 8 dzień               | 8 dzień               | 8 dzień               | 8 dzień                | 8 dzień              | 8 dzień               | 8 dzień               | 8 dzień              | 8 dzień    | 8 dzień  | 8 dzień  | 8 dzień  | 8 dzień  | 8 dzień  | 8 dzień  | 8 dzień  | 8 dzień  |          |
| Silva     | 8 dzień                | 8 dzień                | 8 dzień               | 8 dzień               | 8 dzień               | 8 dzień               | 8 dzień                | 8 dzień              | 8 dzień               | 8 dzień               | 8 dzień              | 8 dzień    | 8 dzień  | 8 dzień  | 8 dzień  | 8 dzień  | 8 dzień  | 8 dzień  | 8 dzień  | 8 dzień  |          |

## 3 edycja
Start: 18 września 2006

Koniec: 11 grudnia 2006

Zwycięzca: Lyubov
| Lyubov   | 2-Mariola1 1-Borislav1 | 2-Diyana1 1-Garo1  | 2-Borislav1 1-Lilyana1 | 2-Lilyana1 1-Paloma1 | 2-Borislav1 1-Lilyana1 | 2-Svetlana1 1-Lilyana1 | Lilyana&Paloma1 | 2-Pavel 1-Boyan   | 2-Todor 1-Violeta  | ZWYCIĘZCA  |          |          |          |          |          |          |          |          |          |          |
| Violeta  | 2-Mariola 1-Pavel      | 2-Panayot 1-Lyubov | 2-Diyana 1-Pavel       | 2-Borislav 1-Eva     | 2-Borislav 1-Eva       | 2-Lilyana 1-Paloma     | Lilyana&Paloma  | 2-Pavel 1-Lilyana | 2-Vyara 1-Todor    | 2. miejsce |          |          |          |          |          |          |          |          |          |          |
| Lilyana  | 2-Mariola 1-Lyubov     | 2-Panayot 1-Lyubov | 2-Garo 1-Vyara         | 2-Garo 1-Vyara       | 2-Lyubov 1-Nadejda     | 2-Lyubov 1-Vyara       | Vyara&Lyubov    | 2-Lyubov 1-Vyara  | 2-Boyan 1-Paloma   | 4. miejsce |          |          |          |          |          |          |          |          |          |          |
| Paloma   | 2-Mariola 1-Panayot    | 2-Panayot 1-Lyubov | 2-Lyubov 1-Todor       | 2-Vyara 1-Nadejda    | 2-Vyara 1-Nadejda      | 2-Vyara 1-Lyubov       | Vyara&Lyubov    | 2-Lyubov 1-Vyara  | Lilyana Boyan      | 4. miejsce |          |          |          |          |          |          |          |          |          |          |
| Boyan    | 2-Panayot 1-Penyo      | 2-Panayot 1-Paloma | 2-Paloma 1-Penyo       | 2-Paloma 1-Lyubov    | 2-Lyubov 1-Paloma      | 2-Penyo 1-Paloma       | Penyo&Nadejda   | 2-Vyara 1-Lyubov  | 2-Lilyana 1-Todor  | 5. miejsce |          |          |          |          |          |          |          |          |          |          |
| Todor    | 2-Nadejda 1-Boyan      | 2-Svetlana 1-Eva   | 2-Violeta 1-Svetlana   | 2-Svetlana 1-Violeta | 2-Vyara 1-Violeta      | 2-Nadejda 1-Violeta    | Lilyana&Paloma  | 2-Boyan 1-Violeta | 2-Lyubov 1-Boyan   | 80 dzień   |          |          |          |          |          |          |          |          |          |          |
| Vyara    | 2-Mariola1 1-Borislav1 | 2-Diyana1 1-Garo1  | 2-Borislav1 1-Lilyana1 | 2-Lilyana1 1-Paloma1 | 2-Borislav1 1-Lilyana1 | 2-Svetlana1 1-Lilyana1 | Lilyana&Paloma1 | 2-Pavel 1-Lilyana | 2-Lyubov 1-Violeta | 78 dzień   |          |          |          |          |          |          |          |          |          |          |
| Pavel    | 2-Eva 1-Borislav       | 2-Todor 1-Borislav | 2-Garo 1-Violeta       | 2-Violeta 1-Nadejda  | 2-Eva 1-Boyan          | 2-Nadejda 1-Vyara      | Nadejda&Penyo   | 2-Lyubov 1-Vyara  | 71 dzień           | 71 dzień   |          |          |          |          |          |          |          |          |          |          |
| Nadejda  | 2-Mariola1 1-Borislav1 | 2-Diyana1 1-Garo1  | 2-Borislav1 1-Lilyana1 | 2-Lilyana1 1-Paloma1 | 2-Borislav1 1-Lilyana1 | 2-Svetlana1 1-Lilyana1 | Lilyana&Paloma  | 64 dzień          | 64 dzień           | 64 dzień   |          |          |          |          |          |          |          |          |          |          |
| Penyo    | 2-Panayot 1-Mariola    | 2-Panayot 1-Pavel  | 2-Lilyana 1-Borislav   | 2-Borlsiav 1-Lilyana | 2-Borislav 1-Lyubov    | 2-Svetlana 1-Lilyana   | Lilyana&Paloma  | 64 dizeń          | 64 dizeń           | 64 dizeń   |          |          |          |          |          |          |          |          |          |          |
| Svetlana | 2-Diyana 1-Mariola     | 2-Diyana 1-Violeta | 2-Diyana 1-Borislav    | 2-Garo 1-Borislav    | 2-Penyo 1-Todor        | 2-Penyo 1-Todor        | 57 dzień        | 57 dzień          | 57 dzień           | 57 dzień   |          |          |          |          |          |          |          |          |          |          |
| Borislav | 2-Pavel 1-Paloma       | 2-Lyubov 1-Garo    | 2-Lyubov 1-Garo        | 2-Vyara 1-Lyubov     | 2-Lyubov 1-Nadejda     | 50 dzień               | 50 dzień        | 50 dzień          | 50 dzień           | 50 dzień   |          |          |          |          |          |          |          |          |          |          |
| Eva      | 2-Panayot 1-Pavel      | 2-Diyana 1-Panayot | 2-Diyana 1-Penyo       | 2-Garo 1-Penyo       | 2-Pavel 1-Penyo        | 47 dzień               | 47 dzień        | 47 dzień          | 47 dzień           | 47 dzień   | 47 dzień | 47 dzień |          |          |          |          |          |          |          |          |
| Garo     | 2-Mariola 1-Panayot    | 2-Diyana 1-Panayot | 2-Borislav 1-Eva       | 2-Eva 1-Borislav     | 43 dzień               | 43 dzień               | 43 dzień        | 43 dzień          | 43 dzień           | 43 dzień   | 43 dzień | 43 dzień |          |          |          |          |          |          |          |          |
| Diyana   | 2-Mariola 1-Penyo      | 2-Lyubov 1-Nadejda | 2-Garo 1-Lyubov        | 37 dzień             | 37 dzień               | 37 dzień               | 37 dzień        | 37 dzień          | 37 dzień           | 37 dzień   | 37 dzień | 37 dzień |          |          |          |          |          |          |          |          |
| Panayot  | 2-Mariola 1-Penyo      | 2-Garo 1-Penyo     | 29 dzień               | 29 dzień             | 29 dzień               | 29 dzień               | 29 dzień        | 29 dzień          | 29 dzień           | 29 dzień   | 29 dzień | 29 dzień |          |          |          |          |          |          |          |          |
| Mariola  | 2-Panayot 1-Nadejda    | 16 dzień           | 16 dzień               | 16 dzień             | 16 dzień               | 16 dzień               | 16 dzień        | 16 dzień          | 16 dzień           | 16 dzień   | 16 dzień | 16 dzień | 16 dzień | 16 dzień | 16 dzień | 16 dzień | 16 dzień | 16 dzień | 16 dzień | 16 dzień |

## 4 edycja
Start: 22 września 2008

Koniec: 14 grudnia 2008

Nagroda: 300 000 lewów

Zwycięzca: Georgi

Dni: 85
| Georgi     | Immunitet          | Umberto, Kamen     | Umberto, Kamen     | Umberto, Konstantin | Nominowany         | Konstantin, Umberto | Umberto, Konstantin | Konstantin, Violeta | Filip, Violeta   | Martin, Tanya    | Martin, Natalya  | Samie, Denislav   | Denislav, Vencislav | Nie było nominacji | Zwycięzca  |          |          |          |          |          |          |
| Natalya    | Irena, Ivanina     | Immunitet          | Irena, Tsvetan     | Ivan, Tsvetan       | Nominowana         | Konstantin, Tsvetan | Filip, Ivanina      | Filip, Konstantin   | Filip, Tanya     | Denislav, Martin | Denislav, Martin | Ivanina, Denislav | Tanya, Denislav     | Nie było nominacji | 2. miejsce |          |          |          |          |          |          |
| Daniela    | Tanya, Ivanina     | Immunitet          | Irena, Tsvetan     | Konstantin, Tsvetan | Nominowana         | Konstantin, Tsvetan | Konstantin, Filip   | Konstantin, Filip   | Filip, Martin    | Martin, Denislav | Martin, Denislav | Denislav, Tanya   | Denislav, Tanya     | Nie było nominacji | 3. miejsce |          |          |          |          |          |          |
| Denislav   | Nie było go w domu | Nie było go w domu | Nie było go w domu | Nie było go w domu  | Nie było go w domu | Nie było go w domu  | Nie było go w domu  | Nie było go w domu  | Immunitet        | Natalya, Daniela | Natalya, Daniela | Natalya, Daniela  | Vencislav, Georgi   | Nie było nominacji | 4. miejsce |          |          |          |          |          |          |
| Tanya      | Emilia, Natalya    | Immunitet          | Peter, Kamen       | Emilia, Violeta     | Nominowana         | Filip, Konstantin   | Konstantin, Umberto | Konstantin, Filip   | Filip, Samie     | Samie, Vencislav | Natalya, Samie   | Natalya, Ivanina  | Vencislav, Natalya  | Nominowana         | 81 dzień   | 81 dzień |          |          |          |          |          |
| Samie      | Violeta, Angelina  | Immunitet          | Jenny, Violeta     | Jenny, Violeta      | Nominowany         | Jenny, Violeta      | Violeta, Konstantin | Violeta, Konstantin | Violeta, Daniela | Daniela, Ivanina | Ivanina, Daniela | Ivanina, Daniela  | Vencislav, Denislav | Nominowany         | 78 dzień   | 78 dzień |          |          |          |          |          |
| Vencislav  | Nie było go w domu | Nie było go w domu | Nie było go w domu | Nie było go w domu  | Nie było go w domu | Nie było go w domu  | Nie było go w domu  | Nie było go w domu  | Immunitet        | Martin, Ivanina  | Martin, Ivanina  | Natalya, Ivanina  | Tanya, Denislav     | 74 dzień           | 74 dzień   | 74 dzień | 74 dzień | 74 dzień | 74 dzień | 74 dzień | 74 dzień |
| Ivanina    | Jenny Natalya      | Immunitet          | Tsvetan, Kamen     | Tsvetan, Filip      | Nominowana         | Konstantin, Tsvetan | Umberto, Konstantin | Konstantin, Filip   | Filip, Samie     | Samie, Georgi    | Natalya, Georgi  | Georgi, Natalya   | 71 dzień            | 71 dzień           | 71 dzień   | 71 dzień | 71 dzień | 71 dzień | 71 dzień | 71 dzień |          |
| Martin     | Immunitet          | Kamen, Peter       | Kamen, Peter       | Tsvetan, Kamen      | Nominowany         | Tsvetan, Konstantin | Konstantin, Ivanina | Konstantin, Violeta | Violeta, Filip   | Natalya, Ivanina | Natalya, Daniela | 67 dzień          | 67 dzień            | 67 dzień           | 67 dzień   | 67 dzień | 67 dzień | 67 dzień | 67 dzień |          |          |
| Filip      | Immunitet          | Kamen, Peter       | Peter, Irena       | Kamen, Ivanina      | Nominowany         | Umberto, Konstantin | Umberto, Konstantin | Violeta, Konstantin | Violeta, Ivanina | Ivanina, Martin  | 64 dzień         | 64 dzień          | 64 dzień            | 64 dzień           | 64 dzień   | 64 dzień | 64 dzień | 64 dzień |          |          |          |
| Violeta    | Irena, Samie       | Immunitet          | Irena, Samie       | Ivan, Tsvetan       | Immunitet          | Tsvetan, Konstantin | Konstantin, Umberto | Filip, Konstantin   | Natalya, Ivanina | 60 dzień         | 60 dzień         | 60 dzień          | 60 dzień            | 60 dzień           | 60 dzień   | 60 dzień | 60 dzień |          |          |          |          |
| Konstantin | Nie było go w domu | Nie było go w domu | Immunitet          | Mila, Samie         | Nominowany         | Filip, Samie        | Violeta, Filip      | Filip, Violeta      | 57 dzień         | 57 dzień         | 57 dzień         | 57 dzień          | 57 dzień            | 57 dzień           | 57 dzień   | 57 dzień |          |          |          |          |          |
| Umberto    | Immunitet          | Kamen, Ivan        | Filip, Peter       | Vladimir, Martin    | Nominowany         | Konstantin, Tsvetan | Ivanina, Daniela    | 50 dzień            | 50 dzień         | 50 dzień         | 50 dzień         | 50 dzień          | 50 dzień            | 50 dzień           | 50 dzień   | 50 dzień |          |          |          |          |          |
| Jenny      | Irena, Natalya     | Immunitet          | Irena, Tsvetan     | Tsvetan, Konstantin | Nominowany         | Konstantin, Samie   | Konstantin, Umberto | 50 dzień            | 50 dzień         | 50 dzień         | 50 dzień         | 50 dzień          | 50 dzień            | 50 dzień           | 50 dzień   | 50 dzień |          |          |          |          |          |
| Tsvetan    | Immunitet          | Umberto, Georgi    | Natalya, Umberto   | Emilia, Natalya     | Nominowany         | Violeta, Konstantin | 43 dzień            | 43 dzień            | 43 dzień         | 43 dzień         | 43 dzień         | 43 dzień          | 43 dzień            | 43 dzień           | 43 dzień   | 43 dzień |          |          |          |          |          |
| Ivan       | Immunitet          | Umberto, Peter     | Umberto, Natalya   | Natalya, Emilia     | Nominowany         | 39 dzień            | 39 dzień            | 39 dzień            | 39 dzień         | 39 dzień         | 39 dzień         | 39 dzień          | 39 dzień            | 39 dzień           | 39 dzień   | 39 dzień |          |          |          |          |          |
| Vladimir   | Immunitet          | Umberto, Tsvetan   | Umberto, Jenny     | Umberto, Emilia     | Nominowany         | 38 dzień            | 38 dzień            | 38 dzień            | 38 dzień         | 38 dzień         | 38 dzień         | 38 dzień          | 38 dzień            | 38 dzień           | 38 dzień   | 38 dzień |          |          |          |          |          |
| Kamen      | Immunitet          | Martin, Filip      | Mila, Umberto      | Emilia, Mila        | Nominowany         | 37 dzień            | 37 dzień            | 37 dzień            | 37 dzień         | 37 dzień         | 37 dzień         | 37 dzień          | 37 dzień            | 37 dzień           | 37 dzień   | 37 dzień |          |          |          |          |          |
| Mila       | Irena, Samie       | Immunitet          | Irena, Tsvetan     | Tsvetan, Konstantin | Nominowana         | 36 dzień            | 36 dzień            | 36 dzień            | 36 dzień         | 36 dzień         | 36 dzień         | 36 dzień          | 36 dzień            | 36 dzień           | 36 dzień   | 36 dzień | 36 dzień |          |          |          |          |
| Emilia     | Mila, Samie        | Immunitet          | Irena, Tsvetan     | Tsvetan, Ivan       | 29 dzień           | 29 dzień            | 29 dzień            | 29 dzień            | 29 dzień         | 29 dzień         | 29 dzień         | 29 dzień          | 29 dzień            | 29 dzień           | 29 dzień   | 29 dzień |          |          |          |          |          |
| Irena      | Jenny, Natalya     | Immunitet          | Emilia, Natalya    | 22 dzień            | 22 dzień           | 22 dzień            | 22 dzień            | 22 dzień            | 22 dzień         | 22 dzień         | 22 dzień         | 22 dzień          | 22 dzień            | 22 dzień           | 22 dzień   | 22 dzień |          |          |          |          |          |
| Peter      | Immunitet          | Martin, Filip      | Samie, Martin      | 22 dzień            | 22 dzień           | 22 dzień            | 22 dzień            | 22 dzień            | 22 dzień         | 22 dzień         | 22 dzień         | 22 dzień          | 22 dzień            | 22 dzień           | 22 dzień   | 22 dzień |          |          |          |          |          |
| Angelina   | Irena, Tanya       | Immunitet          | 15 dzień           | 15 dzień            | 15 dzień           | 15 dzień            | 15 dzień            | 15 dzień            | 15 dzień         | 15 dzień         | 15 dzień         | 15 dzień          | 15 dzień            | 15 dzień           | 15 dzień   | 15 dzień |          |          |          |          |          |
| Danail     | Immunitet          | 8 dzień            | 8 dzień            | 8 dzień             | 8 dzień            | 8 dzień             | 8 dzień             | 8 dzień             | 8 dzień          | 8 dzień          | 8 dzień          | 8 dzień           | 8 dzień             | 8 dzień            | 8 dzień    | 8 dzień  |          |          |          |          |          |

## 5 edycja (Family)
Start: 22 marba 2010

Koniec: 10 czerwca 2010

Nagroda: 200 000 lewów

Zwycięzca: Eli i Vesseli Kouzmovi 

Dni: 81
|  |            | #3                          | #4                          | #5                          | #6                   | #7                   | #8                   | #9                   | #10                  | #11                  | Finał #12            | Finał #12            |
|  | ---------- | --------------------------- | --------------------------- | --------------------------- | -------------------- | -------------------- | -------------------- | -------------------- | -------------------- | -------------------- | -------------------- | -------------------- |
|  | Eli        | Boryana, Vanessa            | Radka, Vanessa              | Radka, Eleonora             | Borislava, Anthony   | Diyana, Dobrin       | Ivanovi, Trifonovi   | Dorbin, Diyana       | ?, ?                 | Kolevi, Stefanovi    | ZWYCIĘZCY            | ZWYCIĘZCY            |
|  | Vesselin   | Boryana, Vanessa            | Radka, Vanessa              | Radka, Eleonora             | Borislava, Anthony   | Diyana, Dobrin       | Nie nominowany       | Dorbin, Diyana       | ?, ?                 | Kolevi, Stefanovi    | ZWYCIĘZCY            | ZWYCIĘZCY            |
|  | Concho     | Do domu wszedł po 32 dniach | Do domu wszedł po 32 dniach | Do domu wszedł po 32 dniach | David, Anjelica      | David, Eleonora      | Nie nominowany       | Eleonora, Vesselin   | ?, ?                 | Stefanovi, Chipevi   | 2. miejsce           | 2. miejsce           |
|  | Sophia     | Do domu weszła po 32 dniach | Do domu weszła po 32 dniach | Do domu weszła po 32 dniach | David, Anjelica      | David, Eleonora      | Kachanovi, Chipevi   | Eleonora, Vesselin   | ?, ?                 | Stefanovi, Chipevi   | 2. miejsce           | 2. miejsce           |
|  | Sashka     | Cvetelin, Radka             | Chavdar, Radka              | David, Eleonora             | Sophia, Concho       | Antony, Canka        | Ivanovi, Genchevi    | Concho, Canka        | ?, ?                 | Trifonovi, Stefanovi | 3. miejsce           | 3. miejsce           |
|  | Pavlin     | Cvetelin, Radka             | Chavdar, Radka              | David, Eleonora             | Sophia, Concho       | Antony, Canka        | Nie nominowany       | Concho, Canka        | ?, ?                 | Trifonovi, Stefanovi | 3. miejsce           | 3. miejsce           |
|  | Diyana     | Weszła do domu po 32 dniach | Weszła do domu po 32 dniach | Weszła do domu po 32 dniach | Anjelika, Radoslav   | Vesselin, David      | Kachanovi, Kouzmovi  | Canka, David         | ?, ?                 | Trifonovi, Chipevi   | 4. miejsce           | 4. miejsce           |
|  | Dobrin     | Do domu wszedł po 32 dniach | Do domu wszedł po 32 dniach | Do domu wszedł po 32 dniach | Anjelika, Radoslav   | Vesselin, David      | Nie nominowany       | Canka, David         | ?, ?                 | Trifonovi, Chipevi   | 4. miejsce           | 4. miejsce           |
|  | Korneliya  | Cvetelin, Radka             | Radka, Cvetelin             | Radka, Chavdar              | Borislava, Plamen    | Antony, Canka        | Ivanovi, Kachanovi   | Canka, Concho        | ?, ?                 | Chipevi, Stefanovi   | Odpadli po 78 dniach | Odpadli po 78 dniach |
|  | Hristo     | Cvetelin, Radka             | Radka, Cvetelin             | Radka, Chavdar              | Borislava, Plamen    | Antony, Canka        | Nie nominowany       | Canka, Concho        | ?, ?                 | Chipevi, Stefanovi   | Odpadli po 78 dniach | Odpadli po 78 dniach |
|  | Antony     | Do domu wszedł po 32 dniach | Do domu wszedł po 32 dniach | Do domu wszedł po 32 dniach | Vesselin, Hristo     | David, Vesselin      | Nie nominowany       | Hristo, Eleonora     | ?, ?                 | Odpadli po 71 dniach | Odpadli po 71 dniach | Odpadli po 71 dniach |
|  | Canka      | Do domu weszła po 32 dniach | Do domu weszła po 32 dniach | Do domu weszła po 32 dniach | Vesselin, Hristo     | David, Vesselin      | Kachanovi, Trifonovi | Hristo, Eleonora     | ?, ?                 | Odpadli po 71 dniach | Odpadli po 71 dniach | Odpadli po 71 dniach |
|  | Eleonora   | Cvetelin, Maria             | Immunitet                   | Anjelika, Radoslav          | Concho, Canka        | Dinko, Magdalena     | Kolevi, Genchevi     | Concho, Sophia       | Odpadli po 64 dniach | Odpadli po 64 dniach | Odpadli po 64 dniach | Odpadli po 64 dniach |
|  | David      | Cvetelin, Maria             | Immunitet                   | Anjelika, Radoslav          | Concho, Canka        | Dinko, Magdalena     | Nie nominowany       | Concho, Sophia       | Odpadli po 64 dniach | Odpadli po 64 dniach | Odpadli po 64 dniach | Odpadli po 64 dniach |
|  | Borislava  | Do domu weszła po 32 dniach | Do domu weszła po 32 dniach | Do domu weszła po 32 dniach | Anjelika, Radoslav   | Eleonora, Hristo     | Kachanovi, Trifonovi | Odpadli po 57 dniach | Odpadli po 57 dniach | Odpadli po 57 dniach | Odpadli po 57 dniach | Odpadli po 57 dniach |
|  | Plamen     | Do domu wszedł po 32 dniach | Do domu wszedł po 32 dniach | Do domu wszedł po 32 dniach | Anjelika, Radoslav   | Eleonora, Hristo     | Nie nominowany       | Odpadli po 57 dniach | Odpadli po 57 dniach | Odpadli po 57 dniach | Odpadli po 57 dniach | Odpadli po 57 dniach |
|  | Dinko      | Do domu wszedł po 32 dniach | Do domu wszedł po 32 dniach | Do domu wszedł po 32 dniach | Hristo, Korneliya    | David, Eleonora      | Odpadli po 50 dniach | Odpadli po 50 dniach | Odpadli po 50 dniach | Odpadli po 50 dniach | Odpadli po 50 dniach | Odpadli po 50 dniach |
|  | Magdalena  | Do domu weszła po 32 dniach | Do domu weszła po 32 dniach | Do domu weszła po 32 dniach | Hristo, Korneliya    | David, Eleonora      | Odpadli po 50 dniach | Odpadli po 50 dniach | Odpadli po 50 dniach | Odpadli po 50 dniach | Odpadli po 50 dniach | Odpadli po 50 dniach |
|  | Anjelika   | Boryana, Cvetelin           | Cvetelin, Radka             | David, Eleonora             | Hristo, Korneliya    | Odpadli po 43 dniach | Odpadli po 43 dniach | Odpadli po 43 dniach | Odpadli po 43 dniach | Odpadli po 43 dniach | Odpadli po 43 dniach | Odpadli po 43 dniach |
|  | Radoslav   | Boryana, Cvetelin           | Cvetelin, Radka             | David, Eleonora             | Hristo, Korneliya    | Odpadli po 43 dniach | Odpadli po 43 dniach | Odpadli po 43 dniach | Odpadli po 43 dniach | Odpadli po 43 dniach | Odpadli po 43 dniach | Odpadli po 43 dniach |
|  | Radka      | Cvetelin, Boyan             | Cvetelin, Stoyan            | Anjelika, Vesselin          | Odpadli po 32 dniach | Odpadli po 32 dniach | Odpadli po 32 dniach | Odpadli po 32 dniach | Odpadli po 32 dniach | Odpadli po 32 dniach | Odpadli po 32 dniach | Odpadli po 32 dniach |
|  | Chavdar    | Cvetelin, Boyan             | Cvetelin, Stoyan            | Anjelika, Vesselin          | Odpadli po 32 dniach | Odpadli po 32 dniach | Odpadli po 32 dniach | Odpadli po 32 dniach | Odpadli po 32 dniach | Odpadli po 32 dniach | Odpadli po 32 dniach | Odpadli po 32 dniach |
|  | Vanessa    | Pavlin, Sashka              | Maria, Stoyan               | Odpadli po 25 dniach        | Odpadli po 25 dniach | Odpadli po 25 dniach | Odpadli po 25 dniach | Odpadli po 25 dniach | Odpadli po 25 dniach | Odpadli po 25 dniach | Odpadli po 25 dniach | Odpadli po 25 dniach |
|  | Cvetelin   | Pavlin, Sashka              | Maria, Stoyan               | Odpadli po 25 dniach        | Odpadli po 25 dniach | Odpadli po 25 dniach | Odpadli po 25 dniach | Odpadli po 25 dniach | Odpadli po 25 dniach | Odpadli po 25 dniach | Odpadli po 25 dniach | Odpadli po 25 dniach |
|  | Maria      | Cvetelin, David             | Cvetelin, Radka             | Odpadli po 25 dniach        | Odpadli po 25 dniach | Odpadli po 25 dniach | Odpadli po 25 dniach | Odpadli po 25 dniach | Odpadli po 25 dniach | Odpadli po 25 dniach | Odpadli po 25 dniach | Odpadli po 25 dniach |
|  | Stoyan     | Cvetelin, David             | Cvetelin, Radka             | Odpadli po 25 dniach        | Odpadli po 25 dniach | Odpadli po 25 dniach | Odpadli po 25 dniach | Odpadli po 25 dniach | Odpadli po 25 dniach | Odpadli po 25 dniach | Odpadli po 25 dniach | Odpadli po 25 dniach |
|  | Boryana    | Hristo, Korneliya           | Odpadli po 18 dniach        | Odpadli po 18 dniach        | Odpadli po 18 dniach | Odpadli po 18 dniach | Odpadli po 18 dniach | Odpadli po 18 dniach | Odpadli po 18 dniach | Odpadli po 18 dniach | Odpadli po 18 dniach | Odpadli po 18 dniach |
|  | Boyan      | Hristo, Korneliya           | Odpadli po 18 dniach        | Odpadli po 18 dniach        | Odpadli po 18 dniach | Odpadli po 18 dniach | Odpadli po 18 dniach | Odpadli po 18 dniach | Odpadli po 18 dniach | Odpadli po 18 dniach | Odpadli po 18 dniach | Odpadli po 18 dniach |
|  | Massimo    | Odpadli po 5 dniach         | Odpadli po 5 dniach         | Odpadli po 5 dniach         | Odpadli po 5 dniach  | Odpadli po 5 dniach  | Odpadli po 5 dniach  | Odpadli po 5 dniach  | Odpadli po 5 dniach  | Odpadli po 5 dniach  | Odpadli po 5 dniach  | Odpadli po 5 dniach  |
|  | Kristiyana | Odpadli po 5 dniach         | Odpadli po 5 dniach         | Odpadli po 5 dniach         | Odpadli po 5 dniach  | Odpadli po 5 dniach  | Odpadli po 5 dniach  | Odpadli po 5 dniach  | Odpadli po 5 dniach  | Odpadli po 5 dniach  | Odpadli po 5 dniach  | Odpadli po 5 dniach  |
|  |            |                             |                             |                             |                      |                      |                      |                      |                      |                      |                      |                      |

## 1 edycja VIP
Start: 13 marca 2006

Koniec: 10 kwietnia 2006

Nagroda: 50 000 lew

Zwycięzca: Konstantin

Dni: 29
|            | 5                    | 8                    | 15                      | Finał      |
| ---------- | -------------------- | -------------------- | ----------------------- | ---------- |
| Konstantin | 2-Galya L. 1-LiLana  | 2-LiLana 1-Galya L.  | 2-Dandy 1-Mitio6        | ZWYCIĘZCA  |
| Violeta    | 2-Mitio 1-Raina      | 2-Dim 1-Raina        | 2-Galya K. 1-Dandy      | 2. miejsce |
| Dicho      | 2-Mitio 1-Vesela2    | 2-Galya K. 1-Raina   | 2-Galya K. 1-Dandy      | 3. miejsce |
| Mitio      | 2-Dandy 1-Kiril      | 2-Dim 1-Galya K.     | 2-Galya K. 1-Konstantin | 4. miejsce |
| Dim        | 2-Raina 1-Mitio      | 2-Kiril 1-Mitio      | 2-Galya K. 1-Dandy      | 5. miejsce |
| Kiril      | 2-Raina 1-Mitio      | 2-Dim 1-Raina        | 2-Konstantin 1-Dim      | 6. miejsce |
| LiLana     | 2-Mitio 1-Raina      | 2-Raina 1-Mitio      | 2-Dandy 1-Mitio6        | 27 dzień   |
| Galya K.   | 2-Mitio 1-Dandy      | 2-Mitio 1-Dandy      | 2-Dim 1-LiLana          | 19 dzień   |
| Dandy      | 2-Mitio 1-Konstantin | 2-Dim 1-Konstantin   | 2-Konstantin 1-Dim      | 19 dzień   |
| Raina      | 2-Galya L. 1-Kiril   | 2-Dim 1-LiLana       | 15 dzień                | 15 dzień   |
| Galya L.   | 2-Raina 1-Konstantin | 2-Raina 1-Konstantin | 10 dzień                | 10 dzień   |
| Vesela     | 2-Mitio 1-Galya K.   | 8 dzień              | 8 dzień                 | 8 dzień    |

## 2 edycja VIP
Start: 26 marca 2007

Koniec: 27 kwietnia 2007

Nagroda: 100 000 lewów

Zwycięzca: Hristina

Dni: 33
|           | 11                   | 12                             | 15                   | 19                     | 22                     | Finał      |
| --------- | -------------------- | ------------------------------ | -------------------- | ---------------------- | ---------------------- | ---------- |
| Hristina  | Exempt               | 3-Azis 2-DesiSlava 1-Katerina  | 3-Azis 1-DesiSlava   | 2-DesiSlava 1-Katerina | 2-DesiSlava 1-Katerina | ZWYCIĘZCA  |
| DesiSlava | 2-Herself 1-Azis     | 3-Veneta 2-Tihomir 1-Rosica    | 2-Veneta 1-Zdravko   | 2-Veneta 1-Zdravko     | 2-Zdravko 1-Hristina   | 2. miejsce |
| Niki      | 2-Azis 1-Katerina    | 3-Zdravko 2-Hristina 1-Tihomir | 2-Zdravko 1-Veneta   | 2-Veneta 1-Zdravko     | 2-Zdravko 1-Hristina   | 3. miejsce |
| Katerina  | 2-Azis 1-Maggi       | 3-Tihomir 2-Zdravko 1-Hristina | 2-Veneta 1-Tihomir   | 2-Veneta 1-Tihomir     | 2-Zdravko 1-Hristina   | 4. miejsce |
| Tihomir   | 2-Veneta 1-Himself   | 3-Azis 2-DesiSlava 1-Katerina  | 2-Azis 1-Katerina    | 2-Katerina 1-DesiSlava | 2-DesiSlava 1-Katerina | 5. miejsce |
| Maggi     | 2-Katerina 1-Azis    | 3-Veneta 2-Rosica 1-Zdravko    | 2-Veneta 1-Tihomir   | 2-Veneta 1-Zdravko     | 2-Zdravko 1-Hristina   | 6. miejsce |
| Kalin     | 2-Katerina 1-Tihomir | 3-DesiSlava 2-Niki 1-Rosica    | 2-DesiSlava 1-Azis   | 2-Zdravko 1-Hristina   | 2-Zdravko 1-Hristina   | 29 dzień   |
| Zdravko   | 2-Maggi 1-Kalin      | 3-Maggi 2-Kalin 1-Rosica       | 2-Azis 1-DesiSlava   | 2-DesiSlava 1-Katerina | 2-DesiSlava 1-Hristina | 26 dzień   |
| Veneta    | 2-Tihomir 1-Herself  | 3-Katerina 2-DesiSlava 1-Niki  | 3-Katerina 1-Maggi   | 2-DesiSlava 1-Katerina | 22 dzień               | 22 dzień   |
| Azis      | 2-Niki 1-Himself     | 3-Zdravko 2-Rosica 1-Hristina  | 2-Zdravko 1-Hristina | 19 dzień               | 19 dzień               | 19 dzień   |
| Rosica    | 2-Herself 1-Veneta   | 3-Zdravko 2-Kalin 1-Maggi      | 15 dzień             | 15 dzień               | 15 dzień               | 15 dzień   |
| Petya     | 2-Azis 1-Zdravko     | 12 dzień                       | 12 dzień             | 12 dzień               | 12 dzień               | 12 dzień   |
| Veselin   | 8 dzień              | 8 dzień                        | 8 dzień              | 8 dzień                | 8 dzień                | 8 dzień    |

## 3 edycja VIP
Start: 16 marca 2009

Koniec: 10 maja 2009

Zwycięzca: Deo
Uczestnicy:
- Antonia Petrova
- Anya Pencheva
- Bojidara Bakalova
- Dacho
- Deo - Zwycięzca
- Emil Koshlukov
- Gala
- Ico Hazarta
- Ivaila Bakalova
- Kristiana Vulcheva
- Maria Grozdeva
- Milko Kalaidjiev
- Petya Dikova
- Sasha Antunovic
- Sofi Marinova
- Todor Slavkov
- Ustata